# Johanna Raunio
Ritta Johanna Raunio (Turku, 5 novembre 1954) è una modella e attrice finlandese, incoronata Miss Finlandia 1974.
Nel corso dello stesso anno la Raunio partecipò anche ai concorsi Miss Universo 1974 e Miss International 1974, piazzandosi al terzo posto in entrambe le occasioni, e ottenendo la fascia di Miss Photogenic in occasione di Miss Universo. 
In seguito Johanna Raunio ha intrapreso la carriera di attrice e conduttrice televisiva, partecipando in numerose produzioni cinematografiche e televisive. Il suo ruolo più noto è stato quello del personaggio di Tanja Jääskeläinen interpretato nella soap opera finlandese Salatut elämät in onda su MTV3 dal 2005 al 2009. 